# سان جينارو فيزوفيانو
سان جينارو فيزوفيانو هي كومونا تقع في مدينة «نابولي» المتحضرة، بمقاطعة كامبانيا، في جنوب إيطاليا.

## جغرافية
تقع «سان جينارو فيزوفيانو» في الريف حول مدينة اسمها «نولا» وتعرف بـ«آجرو نولانو», وتبعد ما يقارب الـ25 كيلومتر عن شرق «نابولي», وتسعة كيلومتر عن «نولا».

## تاريخ

### التاريخ القديم
تقع محافظة «سان جينارو فيزوفيانو» في «بيانورا كمبانا» (وتحديدًا في سهل كمبانيا الذي يعرف باسم«بلانوم بالمي»), وتحيطها منطقتي «فيزوف» و «مونت سانت آنجيلو».
تشير الإكتشافات الأثرية إلى ان المستوطنات القديمة يعود تاريخها إلى العصر البرونزي، حول الـ2000 عام قبل الميلاد، عندما أدى ثوران مفاجئ لبركان «فيزوف» إلى القضاء على المجتمعات القديمة التي استقرت في المنطقة. وبعد عدة قرون، قام مستوطنون جدد بإعادة توطين المنطقة.

### القرن ال 17
ظلت المنطقة غير مستوطنة حتى عام 1631، عندما تبرع بها كونت سان فالنتينو وماركيز لاورو إلى رهبانية الإخوة الأصاغر، الذين قاموا ببناء دير فيها؛ وكان في البداية المركز المستوطن الذي نشأ حوله أحد الأحياء التابعة لبالما كامبانيا وفيما بعد وبمرسوم رسمي من الملك "فيرديناند الثاني ملك الصقليتين أصبحوا كيانًا يتمتع بالحكم الذاتي. وأسس الماركيز أيضًا المعرض المحلي الذي يقام كل عام باسم القديس جانواريوس

### الاحتلال النازي ووصول الحلفاء
أثناء الاحتلال النازي، أعدم النازيون شابًا بسبب تجوله في أوقات حظر التجول. وصادرت القوات المسلحة الألمانية العديد من المواشي وقتلت على إثرها. وتعرضت منطقة «بوزو بانيوتي» للقصف من قبل القوات الأمريكية وأسقطوا طائرة مقاتلة بريطانية بالقرب من «فيا موسيلو» مما أدى إلى مقتل الطيار.
في 9 سبتمبر وصل الحلفاء إلى «ساليرنو» وفي الثامن والعشرين وصلت القوات الإنجليزية إلى «سان جينارو فيزوفيانو». وكان الرجال من فرقة المشاة 46 تحت قيادة اللواء «جون هوكسورث». وبعدها توجهت مجموعة من السكان المحليين لمقابلة القوات الإنجليزية التي وصلت حديثًا، وحذرتهم من موقع الألغام الأرضية التي سبق أن وضعتها القوات الألمانية حول المنطقة.

## اقتصاد
اما اليوم، فتنتمي «سان جينارو فيزوفيانو» إلى منطقة صناعية أكبر وتتكون من اتحاد إقليمي من الشركات الصغيرة ذات التخصص الملحوظ في الصناعة التحويلية العامة. تشمل الأنشطة في الغالب تصنيع الأغذية.
على الرغم من الاكتظاظ السكاني، لا يزال المزارعون المحليون وصغار ملاك الأراضي يؤدون الزراعة: تشمل الأنشطة زراعة البندق والحبوب والتبغ وكذلك مزارع العنب. ولكن تربية الخنازير والأبقار لم تكن من الصناعات ذات الصلة. وكان هناك العديد من مربي الخيول المتخصصين.

## مواصلات
ترتبط «سان جينارو» بالطريق السريع "A30 Caserta-Salerno" عبر تقاطع "Palma Campania" و SS-268 (طريق مجاني تديره الدولة).

## الكنائس والآثار
الكنيسة الكاثوليكية للدير "الفرنسيسكان", والكنيسة الكاثوليكية للقديسين «يواكيم» و «آنا جيوجلياني» ومصلى سوميسي كنيسة مملكة شهود يهوه. دير الفرنسيسكان (بتاريخ حوالي 1600), ونصب تذكاري للجنود الذين سقطوا تمثال «بادري بيو».